# Pairoj Borwonwatanadilok
Pairoj Borwonwatanadilok (thailändisch ไพโรจน์ บวรวัฒนดิลก, * 8. Oktober 1967 in Bangkok), auch bekannt als Bae (thailändisch เบ๊), ist ein thailändischer Fußballtrainer und ehemaliger Fußballspieler.

## Karriere

### Spieler
Pairoj Borwonwatanadilok erlernte das Fußballspielen in der Universitätsmannschaft der Srinakharinwirot-Universität sowie in der Jugendmannschaft vom Osotspa FC. Hier unterschrieb er am 1. Januar 1989 auch seinen ersten Vertrag. Mit dem Verein spielte er in der Zweiten- und Ersten Liga. Am 1. Januar 2002 beendete er seine Karriere als Fußballspieler.

### Trainer
Pairoj Borwonwatanadilok begann seine Trainerkarriere im Januar 2008 als Co-Trainer bei seinem ehemaligen Verein Osotspa FC. Hier übernahm er Ende März 2010 das Amt des Cheftrainers. Am 25. Mai 2013 verließ er den Verein. Am 1. Juni 2013 wurde er Co-Trainer bei der thailändischen Nationalmannschaft. Hier stand er bis Ende des Jahres unter Vertrag. Der Zweitligist Bangkok FC verpflichtete ihn im Januar 2014 als Cheftrainer. Mit dem Verein aus der Hauptstadt Bangkok spielte er in der Zweiten Liga. Nach der Saison verließ er den Verein. Das zweite Halbjahr 2015 stand er beim Erstligisten Saraburi FC unter Vertrag. Am Ende der Saison wurde der Verein aus Saraburi gesperrt. Im April 2016 unterschrieb er einen Vertrag beim Super Power Samut Prakan FC in Samut Prakan. Nach der Saison ging er nach Bangkok zum Zweitligisten BBCU FC. Während der Saison wurde der Verein gesperrt. Im März 2017 zog es ihn nach Sukhothai, wo er einen Vertrag beim Erstligisten Sukhothai FC unterschrieb. Mitte 2018 wechselte er zum Ligakonkurrenten Suphanburi FC. In Suphanburi stand er bis November 2018 unter Vertrag. Am 22. November 2018 unterschrieb er einen Vertrag bei Muangthong United. Bei dem Verein aus Pak Kret, einem nördlichen Vorort der Hauptstadt Bangkok, stand er fünf Spiele an der Seitenlinie. Ende März 2019 wurde sein Vertrag aufgelöst. Von August 2019 bis Oktober 2019 stand er wieder als Cheftrainer bei seinem ehemaligen Verein Sukhothai FC unter Vertrag. Der Chiangmai FC, ein Zweitligist aus Chiangmai, verpflichtete ihn im Februar 2021. Hier stand er ein Jahr an der Seitenlinie. Am 28. Februar 2022 wurde er in Chiangmai entlassen. Acht Monate später stellte ihn dann Erstligist Khon Kaen United FC als neuen Übungsleiter vor. Nach sechs Spielen wurde sein Vertrag Ende November 2022 wieder aufgelöst.